# Fion
Der Fion ist ein Fluss in Frankreich, der im Département Marne in der Region Grand Est verläuft. Er entspringt am südwestlichen Ortsrand von Bassu, entwässert anfangs in südwestlicher Richtung, schwenkt dann auf Nordwest bis West und mündet nach rund 21 Kilometern bei Mutigny im Gemeindegebiet von La Chaussée-sur-Marne als rechter Nebenfluss in die Marne. Im Mündungsbereich quert der Fion den parallel zur Marne verlaufenden Canal latéral à la Marne (dt.: Marne-Seitenkanal), bzw. kann über einen regulierbaren Versorgungskanal auch zu seiner Wasserdotierung herangezogen werden.

## Orte am Fluss
(Reihenfolge in Fließrichtung)
- Bassu
- Bassuet
- Saint-Quentin-les-Marais
- Saint-Lumier-en-Champagne
- Saint-Amand-sur-Fion
- Aulnay-l’Aître
- La Chaussée-sur-Marne